# Тинамагомедов, Магомед Тинамагомедович
Магомед Тинамагомедов Тинамагомедов (17 декабря 1942, село Нукуш, Дагестанская АССР, РСФСР, СССР — 20 февраля 2022, Махачкала, Россия) — российский военачальник, генерал-лейтенант. Военный комиссар Республики Дагестан. Участник боевых действий на Северном Кавказе, кавалер трёх орденов Мужества.

## Биография
Родился 17 декабря 1942 года в селе Нукуш Чародинского района Дагестанской АССР. По национальности — аварец.
В 1964 году окончил Ирибскую среднюю школу Чародинского района Дагестанской АССР.
В 1968 году окончил Саратовское высшее командно-инженерное училище им Героя Советского Союза Лизюкова А. И.
В 1968—1977 г.г — проходил службу в рядах Советской Армии на различных должностях.
В 1977 году — окончил высшие курсы в Военно-артиллерийской академии им Калинина М. И.
В 1977—1985 г.г — проходил службу на различных руководящих должностях в ряде стран зарубежной Европы, в том числе в группе Советских войск в Германии, Польше и Чехословакии.
В 1988—1988 г.г — служба в Закавказском военном округе. В 1988 году принимал активное участие в помощи гражданскому населению Армянской ССР от последствий землетрясения.
В 1988—1997 г.г — военный атташе группы Советских, затем Российских войск в Сирийско-Арабской республике.
В 1997 году приказом Министра обороны Российской Федерации назначен на должность Военного комиссара Республики Дагестан, где проработал до 2007 года.
В 1999 году — участник защиты Конституционного строя и территориальной целостности Российской Федерации и Республики Дагестан от нападения международных бандформирований.
C 2007 года — советник Командующего войсками Северо-Кавказского военного округа, инспектор группы генеральных инспекторов Минобороны России.

## Награды
- Орден «За заслуги перед Отечеством» IV степени
- Орден Мужества (1996)
- Орден Мужества (1998)
- Орден Мужества (2000)
- Орден «За личное мужество» (16 ноября 1992) — за мужество и самоотверженность, проявленные при исполнении воинского долга
- Орден «За военные заслуги»
- Орден «За службу Родине в Вооружённых Силах СССР» III степени
- Орден «Знак Почёта»
- Орден «За заслуги перед Республикой Дагестан»
- Медаль ордена «За заслуги перед Отечеством» I степени
- Медали СССР и России
- Народный Герой Дагестана